# (6013) Andanike
(6013) Andanike – planetoida z pasa głównego asteroid okrążająca Słońce w ciągu 3 lat i 237 dni w średniej odległości 2,37 j.a. Została odkryta 18 lipca 1991 roku w Obserwatorium Palomar przez Henry'ego Holta. Nazwa planetoidy pochodzi od pierwszych liter imion wnuków odkrywcy Andrew S. (ur. 1996), David S. (ur. 1994), Nicholas J. (ur. 1992) oraz Kevin M. Martinez (ur. 1989). Przed nadaniem nazwy planetoida nosiła oznaczenie tymczasowe (6013) 1991 OZ.